# هولي بيث فنسنت
هولي بيث فنسنت (بالإنجليزية: Holly Beth Vincent)‏ هي مغنية أمريكية، ولدت في 1959 في شيكاغو في الولايات المتحدة.

## وصلات خارجية
- هولي بيث فنسنت على موقع ميوزك برينز (الإنجليزية)
- هولي بيث فنسنت على موقع ديسكوغز (الإنجليزية)